# Меморіальний будинок-музей Ісмаїла-бей Гаспринського
Меморіальний будинок-музей Ісмаїла-бей Гаспринського — будівля колишньої друкарні «Терджиман», у якій працював Ісмаїл-бей Гаспринський. Ця будівля є пам'яткою історії місцевого значення (охоронний номер 3245) із 1999 року.
Музей є єдиною подібною установою, також ім'ям Гаспринського названі республіканська кримськотатарська бібліотека, вулиці і школа. Це частина державного історико-культурного заповідника.

## Історія

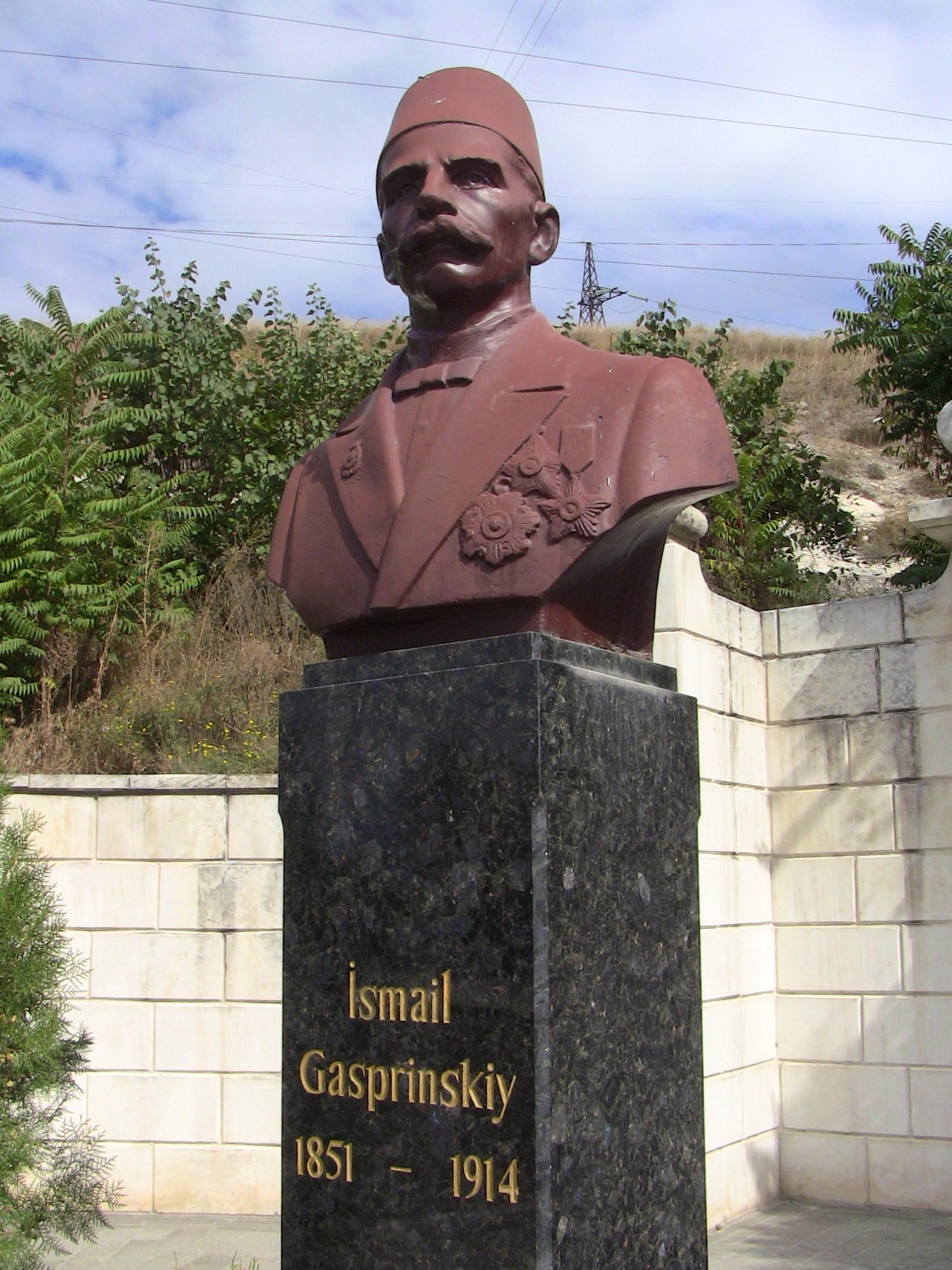
Ісмаїл Гаспринський (бюст у Бахчисараї)

Ісмаїл Гаспринський — кримськотатарський просвітитель, письменник, педагог, культурний та громадсько-політичний діяч. Ісмаїл Гаспринський був відомий як пропагандист сучасних ідей серед кримських татар, модернізатор їх традиційної ісламської культури. 1879-го року взявся за створення газети.
22 червня 1882 року Гаспринському, згідно з положенням про право торгівлі і промислів для типографських закладів, видано квиток купця другої гільдії № 345 на право відкриття ним друкарні. 8 серпня 1882 він отримав свідоцтво про дозвіл мати друкарню. Друкарня: приміщення одне, у власному будинку в приході Салачик. Набірник один, суму одержуваної з закладу прибутку тобто чистого доходу визначити складно, оскільки друкарня нововідкрита.
1885 року типографія Гаспринського в Бахчисараї згоріла. Нову будівлю для друкарні було побудовано у 1890-1891 роках. 1914-го друкарня перетворюється на «Торговий дім І. Гаспринський і Син». Спершу наклад газети був невеликим, але він зростав і поступово «Терджиман» перетворився з тижневика на щоденну газету. Крім того, Гаспринський заохочував нових читачів, щорічно надсилаючи підписникам у подарунок книги, які видавали в його бахчисарайській типографії. Останній номер «Терджимана» вийшов 23 лютого 1918 року, коли більшовики окупували Крим.
Музей було урочисто відкрито 21 березня 1921 року, завдяки праці директора Бахчисарайського музею Усеїна Боданінського. Ця дата була 70-річчям із дня народження письменника, який помер у 1914 р. на 63 році життя.
У 1932 році музей було закрито радянською владою, більшість експонатів втрачена. Реставрація типографії почалася лише за незалежної України, у 2000 році. 21 березня 2001, на честь 150-річчя видавця, музей знову було відкрито. Експозиція музею — це сімейні фотографії, документи, нагороди, книги, підручники та меморіальні речі, збірка багата літературними джерелами, до яких доклали руки працівники друкарні газети «Терджиман». Відновлено робочий кабінет Гаспринського з меблями XIX сторіччя. З особистих речей — тростина, подарована до 25-го ювілею газети, та перські ордени — Орден Меджида IV ступеня та Орден Лева і Сонця III ступеня.
Поруч відновлено сад, у якому квітнуть троянди та росте шовковиця.
Ісмаїл Гаспринський похований неподалік — поруч із Зинджирли-медресе. Знищену могилу поновлено.